# Альфонсо (инфант Испании)
Альфо́нсо Кристи́но Тере́са А́нхело Франси́ско де А́сис и То́дос лос Са́нтос де Бурбо́н и Бурбо́н-Сицили́йский (исп. Alfonso Cristino Teresa Ángelo Francisco de Asís y Todos los Santos de Borbón y Borbón; 3 октября 1941, Рим — 29 марта 1956, Эшторил) — испанский инфант, младший из четырёх детей претендента на испанский престол Хуана, графа Барселонского, и Марии де лас Мерседес Бурбон-Сицилийской, единственный брат короля Хуана Карлоса I.

## Детство и обучение
Альфонсо родился 3 октября 1941 года в семье Хуана де Бурбона, главы дома испанских Бурбонов, и Марии де лас Мерседес Бурбон-Сицилийской и Орлеанской; мальчик стал вторым сыном и четвёртым ребёнком пары. Как и его старший брат Хуан Карлос и младшая из двух сестёр Маргарита, Альфонсо появился на свет в англо-американском госпитале в Риме, где испанская королевская семья находилась в изгнании. Мальчика окрестили Альфо́нсо Кристи́но Тере́са А́нхело Франси́ско де А́сис и То́дос лос Са́нтос; восприемниками при крещении стали Альфонсо, герцог Галлиера, троюродный дядя Альфонсо по материнской линии, и инфанта Мария Кристина Испанская, тётка Альфонса по отцу. Альфонсо получил имя в честь деда-короля Альфонсо XIII, который скончался семью месяцами ранее. Близкие называли мальчика Альфонсито для отличия от других членов семьи с таким же именем. На момент рождения мальчика из старших братьев его отца оставался в живых только Хайме, герцог Сеговии, но он предпочёл считаться главой французского королевского дома. Таким образом, главным претендентом на испанский трон становился отец Альфонсо, Хуан; сам же Альфонсо стал вторым в линии престолонаследования после старшего брата.
В 1942 году, когда Альфонсо было чуть больше полугода, его семья отправилась в Лозанну, Швейцария, где жила вдова Альфонсо XIII Виктория Евгения Баттенбергская. В феврале 1946 года семейство перебралось в Эшторил, Португалия, где окончательно поселилось в резиденции графа Барселонского.
В 1947 году Альфонсо впервые посетил Испанию по приглашению диктатора Франко. Осенью 1950 года Альфонсо вместе с братом отправился для обучения в Испанию. К тому времени Хуан Карлос сам собирался продолжить учёбу после перерыва в семнадцать месяцев, случившегося из-за ухудшения отношений между его отцом и Франко из-за политики последнего. Братья начали обучение в частном колледже, располагавшемся во дворце Мирамар в Сан-Себастьяне.
Во время обучения в Мирамаре братья вели однообразную жизнь: каждое утро со звоном колокола они должны были немедленно пройти в сад, чтобы присутствовать при поднятии флага, затем принцы посещали мессу и проповедь капеллана колледжа. После завершения этих мероприятий, мальчики завтракали и сразу же отправлялись на занятия, затем наступал небольшой предобеденный перерыв. Вечером, с четырёх часов, занятия начинались снова, чтобы закончиться другим коротким перерывом в конце дня перед ужином. День заканчивался несколькими часами, которые братья также должны были посвятить обучению.
Летом 1954 года Хесус Пабон и Суарез де Урбино, историк, который позднее председательствовал на допросе Хуана Карлоса по поводу смерти Альфонсо, писал графу Барселоны о том, что он думает об обоих принцах. Пабон считал Альфонсо более спонтанным и менее склонным к уединению, чем его брат Хуан Карлос; вместе с тем он признавал более высокий интеллект Альфонсо при том, что он имел меньше ответственности, чем мог вынести его старший брат.
В июне 1954 года генерал Франко принял принцев во дворце Эль-Пардо.

## Смерть
В марте 1956 года Альфонсо вместе с братом отправился в Португалию, чтобы провести пасхальные каникулы вместе с родителями и сёстрами в Эшториле. На тот момент инфант продолжал свою учёбу на степень бакалавра, в то время как его брат приступил к обучению в военной академии в Сарагосе. В следующем году Альфонсо собирался начать обучение в кадетском корпусе военно-морского колледжа в Понтеведре.
29 марта, в Великий четверг, Альфонсо начал день, посетив вместе со своей семьёй утреннюю мессу. После полудня он отправился в гольф-клуб Эшторила, где должен был участвовать в турнире по гольфу. Альфонсо был страстным любителем этого вида спорта, как и его отец, и добился неплохих результатов. В тот же день инфант вышел в финал соревнования. После этого он вернулся в семейную резиденцию на виллу Хиральда вместе с отцом и братом, сопровождавшими его на турнире. Вся семья вновь покинула дом, чтобы поучаствовать в вечерней мессе, которая состоялась в шесть часов вечера; остаток дня семейство должно было провести дома.
Около восьми часов вечера Альфонсо был убит случайным выстрелом. Из-за плохой погоды в тот день мальчики собирались провести весь вечер дома, в комнате для игр. Во время игры с револьвером 22 калибра, находившимся в руках Хуана Карлоса, раздался выстрел. Из-за малого калибра револьвер был в принципе безвреден на достаточном расстоянии от жизненно-важных органов, но пуля угодила Альфонсо в лоб и почти мгновенно убила его.
Когда граф Барселонский вошёл в комнату, Альфонсо лежал в луже крови. Несмотря на старания отца, пытавшегося реанимировать мальчика, Альфонсо умер у него на руках. В половине девятого вечера семейный врач Хоакин Абреу прибыл на виллу графа, но уже не смог ничего сделать. По словам Антонио Эасо, друга Альфонсо, после того, как тело мальчика покрыли флагом Испании, граф Барселонский потребовал от Хуана Карлоса поклясться, что он убил брата не нарочно.

### Версии смерти
На следующий день португальская пресса опубликовала официальное сообщение посольства Испании:

В то время, как Его Высочество инфант Альфонсо чистил револьвер вечером вместе с братом, был произведён выстрел, пуля попала в лоб и убила его за несколько минут. Несчастный случай произошёл в 20:30, после того, как инфант вернулся с церковной службы в Великий четверг, в ходе которой он получил святое причастие.
Оригинальный текст (исп.)Mientras su Alteza el Infante Alfonso limpiaba un revólver aquella noche con su hermano, se disparó un tiro que le alcanzó la frente y le mató en pocos minutos. El accidente se produjo a las 20:30, después de que el Infante volviera del servicio religioso del Jueves Santo, en el transcurso del cual había recibido la santa comunión.

Официальная версия испанского правительства значительно отличалась от реальности, так как Франко сам выдал версию, которую должны были обнародовать; остальное он приказал скрыть. Тем не менее в последующие дни тот факт, что Хуан Карлос держал оружие, из которого был произведён смертельный выстрел, прочно закрепился в общественном сознании так, что уже ничто не могло этого изменить.
Точные обстоятельства, в которых произошёл несчастный случай, до сих пор наверняка не известны; различаются и версии, в зависимости от того, кто их выдвигает. Сам Хуан Карлос рассказал своему другу Бернардо Арносо, что он нажал на спусковой крючок, не зная, что пистолет заряжен, и после рикошета от стены пуля попала в лицо его брату.
Мать мальчиков Мария де лас Мерседес писала в своей автобиографии, что граф Барселонский запретил детям играть с пистолетом, так как накануне они стреляли в уличные фонари. Но в тот вечер инфанты снова взяли оружие, чтобы стрелять по мишеням. Вскоре после восьми часов вечера раздался выстрел. Позже Мария де лас Мерседес предположила, что Хуан Карлос в шутку направил револьвер на брата и нажал на спусковой крючок, даже не подозревая, что оружие заряжено. В интервью, которое графиня дала журналистке Франсуазе Лаот, она призналась, что сама показала мальчикам секретер, в котором хранилось оружие, и позволила им играть с ним.
Другая версия о том, что произошло в игровой комнате, вероятно, была выдвинута инфантой Пилар, старшей сестрой принцев. Согласно этой версии, Альфонсо вышел из комнаты и вернулся в неё с занятыми руками. Мальчик плечом толкнул дверь, которая задела Хуана Карлоса, от чего тот непроизвольно нажал на курок. Пуля вылетела из дула как раз в тот момент, когда Альфонсо вошёл в комнату.

### Погребение и перезахоронение
Альфонсо был похоронен 31 марта, в Великую субботу, на муниципальном кладбище в Кашкайше. На похоронах присутствовал представитель папы в Португалии, а также множество иностранных государственных деятелей, в частности Франсишку Кравейру Лопиш, президент Португальской республики. Испанию представлял министр Игнасио Мугуиро, поскольку посол Николас Франко, брат генерала Франко, в тот момент восстанавливался после автомобильной аварии. Среди множества писем с соболезнованиями были письма от самого Франко и его жены Кармен Поло.
Вскоре после похорон отец мальчиков выбросил в море револьвер, из которого был произведён роковой выстрел. Историк Пол Престон в своей книге о Хуане Карлосе высказал две версии о происхождении оружия: по одной — револьвер был подарен Альфонсо самим Франко; по другой — Хуан Карлос получил оружие в подарок от графа де лос Андеса во время обучения инфанта в военной академии. Мария де лас Мерседес писала, что «из Мадрида братья привезли небольшой пистолет… но никогда не рассказывали, кто подарил его им».
После всего случившегося семья Альфонсо пребывала в шоковом состоянии. Хуан Карлос был отослан обратно в Сарагосу. Он стал угрюмым, более сдержанным и предпочитал проводить время в одиночестве; его отец был просто опустошен, а мать впала в глубокую депрессию, что вынудило её отправиться на лечение во франкфуртскую клинику. В течение следующих месяцев дядя инфантов, Хайме, герцог Сеговийский, неоднократно критиковал действия брата и требовал провести судебное расследование; очевидно, делалось это по политическим мотивам. Престон писал, что «смесь чёрствости и чистой злобы, продемонстрированная доном Хайме [после смерти племянника], была неслыханной».
Несколько лет спустя Франко оправдывал своё нежелание видеть на троне графа Барселонского тем, что Хуан имел непростую семью: «два брата страдали гемофилией [Альфонсо и Гонсало]; ещё один брат был глухим [Хайме]; одна дочь слепая [Маргарита]; один из сыновей был застрелен [Альфонсо]. Испанцам не сможет угодить семья, на долю которой выпало столько испытаний».
Тело Альфонсо оставалось в Португалии в течение тридцати шести лет, пока по просьбе графа Барселонского не было доставлено в Испанию, уже в правление Хуана Карлоса I. В октябре 1992 года останки были изъяты из могилы в присутствии герцога Альбукерке, главы дома графов Барселонских, и испанского посла в Португалии. Гроб с останками инфанта был перевезён во дворец Эль-Пардо в ночь с 14 на 15 октября. 15 октября гроб был перенесён в монастырь Эскориал, где состоялась краткая религиозная церемония в семейном кругу, после чего Альфонсо был окончательно захоронен в Пантеоне инфантов. На церемонии присутствовали почти все члены семьи, в том числе инфанты Пилар и Маргарита, Карлос, герцог Калабрийский, а также отец Альфонсо, временно покинувший госпиталь в Памплоне, в котором проходил курс лечения от рака горла. Останки инфанта были перенесены в страну последними из всех умерших в эмиграции Бурбонов.

## Комментарии
1. ↑  Старшая дочь Хуана и Марии, инфанта Пилар, родилась в Каннах, Франция.
2. ↑  Хайме отказался от своих прав на испанскую корону в 1933 году в пользу Хуана, графа Барселонского, отца мальчиков. Тем не менее, в 1949 году Хайме объявил недействительным свой отказ, оспорив тем самым и главенство брата в королевской семье. Кроме того, с 1947 года Испания считалась монархией с вакантным местом короля. Франко принял решение, что королём после его смерти должен стать Хуан Карлос. Таким образом, граф Барселонский и герцог Сеговийский отстранялись от испанского престола. Вместе с тем, если бы вина Хуана Карлоса в смерти брата была доказана в судебном порядке, он также не смог бы стать королём. В этой ситуации Хайме становился первым претендентом на испанскую корону[23].
3. ↑  За исключением принца Астурийского и инфанты Кристины.